# 金曜☆ときめきモール
『金曜☆ときめきモール』（きんよう ときめきモール）は、長野朝日放送（abn）で2017年10月13日から2018年9月28日まで金曜10:30 - 11:00に生放送された生活情報番組である。

## 概要
長野県松本市にあるイオンモール松本からの公開生放送となっている。イオンモール松本の人気グッズやファッション、グルメ情報をはじめ、県内各地より話題の生活情報、映画情報、天気、週末のイベントを紹介する。
当番組の放送開始に伴い、2017年9月29日まで10:30からの飛び乗りで放送していた『ワイド!スクランブル・第1部』（テレビ朝日制作）は、同年10月2日より11:45からの飛び乗り（実質的には『ANNニュース』のみのネット）に変更した。
2018年9月28日をもって終了した。

## 出演者
メインパーソナリティー
- 蔵田玲子（長野朝日放送編成部社員、元同局アナウンサー）

レギュラー出演者
- こてつ（北村智・河合武俊）
- 新藤ひよこ

## 放送時間
- 金曜 10:30 - 11:00（JST）
  - 2018年4月27日は『ワイド!スクランブル・第1部』（テレビ朝日制作。10:25 - 12:00）を臨時フルネットとするため、13:55 - 14:30に臨時枠移動・拡大。